# Homalotylus longicaudus
Homalotylus longicaudus är en stekelart som beskrevs av Xu och He 1997. Homalotylus longicaudus ingår i släktet Homalotylus och familjen sköldlussteklar. Inga underarter finns listade i Catalogue of Life.